# Amahiko Sato
Amahiko Sato (佐藤 天彦) (né le 16 janvier 1988 à Fukuoka) est un joueur professionnel de shogi japonais, classé 9-dan. Il a notamment obtenu le titre de Meijin.

## Premières années
Sato est né à Fukuoka et a grandi dans la préfecture de Fukuoka.
Sato a intégré la Fédération japonaise de Shogi en septembre 1998 sous l'enseignement de Isao Nakata (en) qui lui avait déjà donné des cours sur internet,.

## Carrière au shogi
Sato a remporté son premier tournoi professionnel en septembre 2008 lorsqu'il a battu Yoshitaka Hoshino (en) par 2 victoires à 0 en finale du  Shinjin-Ō,, qu'il remporte également en 2011 en battant Masayuki Toyoshima par 2 victoires à 1,.
Sato dispute sa première finale de titre majeur en juillet 2015 lorsqu'il devient challenger du Ōza face à Yoshiharu Habu; il perd 3 à 2. Il battra cependant Habu 4 à 1 en 2016 en finale du Meijin. Il conserve son titre en 2017 contre Akira Inaba et en 2018 face à Habu. En 2019 il tentera de conserver son titre une troisième fois d'affilée, cette fois face à Masayuki Toyoshima.
En décembre 2016, Sato bat Shota Chida par 2 victoires à 0 en finale du Eiō, ce qui lui donne le droit d'affronter le programme de shogi Ponanza (ja).

## Palmarès

### Titres majeurs
| Titre  | Années           | Nombre de victoires |
| ------ | ---------------- | ------------------- |
| Meijin | 2016, 2017, 2018 | 3                   |

### Classement annuel des gains en tournoi
Sato a figuré dans le Top 10 du classement annuel des joueurs de shogi remportant le plus de gains (ja) cinq fois.
| Année | Montant gagné | Rang |
| ----- | ------------- | ---- |
| 2015  | 21 660 000 ¥  | 6e   |
| 2016  | 57 220 000 ¥  | 3e   |
| 2017  | 72 550 000 ¥  | 2e   |
| 2018  | 59 990 000 ¥  | 2e   |
| 2019  | 36 870 000 ¥  | 6e   |